# Юрченко Олег Володимирович
Оле́г Володи́мирович Ю́рченко (позивний — «Кий», «Щасливий»; 20 квітня 1977, с. Тростинка, Київська область — 2 січня 2023, біля м. Бахмут, Донецька область) — український громадський активіст, військовослужбовець, майор Збройних сил України, учасник російсько-української війни. Лицар ордена Богдана Хмельницького III ступеня (2023, посмертно), кавалер ордена «За мужність» III ступеня (2019).

## Життєпис
Олег Юрченко народився 20 квітня 1977 року в селі Тростинка, нині Васильківської громади Обухівського району Київської области України.
У 1994 році закінчив Тростинську середню школу.
У 1995—1996 роках проходив службу в бригаді морської піхоти в Криму. У 1998—2000 рр. працював у правоохоронних органах України.
У 2006 році закінчив Академію водного транспорту (нині Київська державна академія водного транспорту імені гетьмана Петра Конашевича-Сагайдачного, спеціальність — юрист). Займався підприємницькою діяльністю.

### Громадська діяльність
Від 1998 року активний та провідний член Спілки української молоді в Україні. Разом з дружиною та дітьми брав участь у численних організаційних таборах, мандрівках, вишколах та акціях. Впродовж 2000—2001 та 2005—2006 років очолював сумівський осередок Києва, а в 2007—2009 рр. був Скарбником Крайової управи СУМ в Україні.
З 2009 року займався впровадженням в освіту системи національно-патріотичного виховання, організацією та проведенням Всеукраїнської дитячо-юнацької патріотичної гри «Сокіл» («Джура»). Олег Юрченко був одним із керівників Центру національного відродження імені Степана Бандери, де курував організаційні та господарські справи. Постійний учасник та організатор акцій Світового ювілейного комітету.
Член ОУН (бандерівці) з 2010 року. Перебував на посадах члена Теренового Проводу ОУН (б) та виконував спеціальні доручення при Проводі ОУН (б). Мав псевдо «Щасливий».
Учасник Помаранчевої революції і Революції гідності (4-та козацька сотня), під час протистояння з «Беркутом» був поранений.

### Російсько-українська війна
З 2014 року перебував на керівних посадах в Службі безпеки України. З 2016 по 2018 рік працював в Новоайдарській військово-цивільній адміністрації Луганської області.
Працював керівником безпеки енергетичної компанії TIU Canada. З початком повномасштабного російського вторгнення в Україну перебував при виконанні особливих завдань на командних посадах; мав псевдо «Кий». Загинув 2 січня 2023 року біля м. Бахмут на Донеччині.
Похований 8 січня 2023 року в родинному селі.
Залишилися дружина та п'ятеро дітей.

## Нагороди
- орден Богдана Хмельницького III ступеня (17 березня 2023, посмертно) — за особисту мужність і самовіддані дії, виявлені у захисті державного суверенітету та територіальної цілісності України, зразкове виконання військового обов'язку[5];
- орден «За мужність» III ступеня (20 лютого 2019) — за громадянську мужність, самовіддане відстоювання конституційних засад демократії, прав і свобод людини, виявлені під час Революції Гідності, плідну громадську та волонтерську діяльність[6];
- ювілейна медаль «25 років незалежності України»;
- відзнака Президента України «За участь в антитерористичній операції»;
- медаль «За жертовність і любов до України» Православної церкви України;
- почесна відзнака Спілки Української Молоді в Україні «Хрест сумівця-бійця» (2021) — за оборону Української Держави, утвердження її Соборності, за вірність та посвяту гаслу «Честь України — Готов Боронити».

## Вшанування пам'яті
24 серпня 2023 року на фасаді Тростинської школи відкрито меморіальну дошку на честь Олега Юрченка.